# Acebutolol
Acebutolol, được bán dưới tên thương hiệu Sectral trong số những người khác, là một thuốc chẹn beta để điều trị tăng huyết áp và rối loạn nhịp tim.
Nó đã được cấp bằng sáng chế vào năm 1967 và được chấp thuận cho sử dụng y tế vào năm 1973.

## Sử dụng trong y tế
- tăng huyết áp
- rối loạn nhịp tim và tâm nhĩ
- nhồi máu cơ tim cấp ở bệnh nhân có nguy cơ cao
- Hội chứng Smith-Magenis